# Epfendorf
Epfendorf è un comune tedesco di 3 540 abitanti, situato nel land del Baden-Württemberg.